# Salpiglossis
Salpiglossis este un gen de plante din familia  Solanaceae.

## Specii
Cuprinde  8 specii.